# Список керівників держав 1688 року
Список керівників держав 1688 року — це перелік правителів країн світу 1688 року.
Список керівників держав 1687 року — 1688 рік — Список керівників держав 1689 року — Список керівників держав за роками

## Європа
- Король Англії — Яків II (1685—1688)
- Балканський півострів
  - Князь-єпископство Чорногорія — Віссаріон III (1685—1692)
- Балтія
  - Герцогство Курляндії і Семигалії — Фрідріх-Казимир Кеттлер (1682—1698)
  - Шведська Естляндія — Аксель Юліус Делагарді (1687—1704)
  - Шведська Інгерманландія — Ґоран фон Шперлінг (1687—1691)
  - Шведська Лівонія — Якоб Йохан Гастфер (1687—1695)
- Італія
  - Венеційська республіка — дож Маркантоніо Джустіньян (1684—1688); Франческо Морозіні (1688—1694)
  - Гуастальське графство — 1678—1692 — управителі із Мантуї
  - Мантуанське герцогство — герцог Карл Фердинанд Гонзага (1665—1708)
  - Мірандольське герцогство — Алессандро II Піко делла Мірандола (1637—1691)
  - Герцогство Масси і Каррари — Альберіко II Кібо-Маласпіна (1662—1690)
  - Герцогство Модени і Реджо — Франческо II д'Есте (1662—1694)
  - Монферратське герцогство — Карл Фердинанд Гонзага (1665—1708)
  - Герцогство Парми та П'яченци — Рануччо II Фарнезе (1646—1693)
  - Неаполітанське королівство — Карл II Зачарований (1665—1700)
  - Сардинське королівство — Карл II Зачарований (1665—1700)
  - Сицилійське королівство — Карл II Зачарований (1665—1700)
  - Сорське герцогство — Грегоріо II Бонкомпаньї (1676—1707)
  - Велике герцогство Тосканське — Козімо III Медічі (1670—1723)
  - Трентське князівство-єпископство — Франческо Альберті Поха (1678—1689)
- Кавказ
  - Абхазьке князівство — Зегнак Шервашидзе (1665—1700)
  - Арагві (еріставство) (არაგვის საერისთავო) — Баадур II (1687—1696)
  - Кабарда — Хасбулатов-мірза (1661-?)
  - Картлі — Георгій XI (1675—1688); Іраклій I (1688—1691)
  - Гурійське князівство — Кайхосро II Гурієлі (1685—1689)
  - Кахетинське царство — Іраклій I (1688—1703)
  - Марагінське ханство — невідомо до 1694
  - Мегрельське князівство — Леван IV Дадіані (1681—1691)
- Німеччина
  - Австрійське ерцгерцогство — Леопольд I Габсбург (1657—1705)
  - Ангальтське князівство — Ангальт-Цербст (князівство) — Карл Вільгельм (1667—1718); Ангальт-Дессау — Йоганн Георг (1660—1693); Йоганн Георг II (1660—1693); Ангальт-Кетен — Емануель Лебрехт (1671—1704); Ангальт-Бернбург — Віктор I Амадей (1656—1718); Ангальт-Дорнбург — Йоганн Людвіг I (1667—1704)
  - Ансбаське князівство — Крістіан Альбрехт (1686—1692)
  - Баварське герцогство — Максиміліан II (1679—1726)
  - Баден-Баденське маркграфство — Людвиг Вільгельм (1677—1707)
  - Байройтське князівство — Крістіан Ернст (1655—1712)
  - Берзьке герцогство — Йоганн Вільгельм (1679—1716)
  - Берхтесгаденське пробство — Максиміліан Генріх (1650—1688); Йозеф Клеменс (1688—1723)
  - Бранденбурзьке маркграфство — курфюрст Фрідріх-Вільгельм (1640—1688); Фрідріх III (1688—1713)
  - Брауншвейг-Люнебурзьке герцогство — Ернест-Август (1679—1698)
  - Брауншвейг-Вольфенбюттельське герцогство — Рудольф Август Брауншвейг-Вольфенбюттельський (1666—1704)
  - Бріксенське князівство-єпископство — Йоганн Франц (1685—1702)
  - Вадуцьке графство — Якоб Ганнібал III (1686—1708)
  - Вюртемберзьке герцогство — Ебергард Людвіг (1677—1733)
  - Вюрцбурзьке князівство-єпископство — Йоганн Готфрід фон Гуттенберг (1684—1698)
  - Гессен-Гомбурзьке ландграфство — Фрідріх II (1680—1707)
  - Гессен-Дармштадтське ландграфство — Ернст Людвіг (1678—1739)
  - Гессен-Кассельське ландграфство — Карл (1670—1730)
  - Гільдесгаймське князівство-єпископство — Максиміліан Генріх (1650—1688); Йобст Едмунд фон Брабек (1688—1702)
  - Гогенцоллерн-Гехінген — Фрідріх Вільгельм Гогенцоллерн-Гехінген (1671—1730)
  - Гогенцоллерн-Зігмарінгенське князівство — Максиміліан I Гогенцоллерн-Зігмарінген (1681—1689)
  - Гогенцоллерн-Хайгерлоське князівство — Франц Антон Гогенцоллерн-Хайгерлох (1681—1702)
  - Зальцбурзька архідієцезія — Йоганн Ернст фон Тун (1687—1709)
  - Кельнське курфюрство — Максиміліан Генріх (1650—1688); Йозеф Клеменс (1688—1723)
  - Клебурзьке пфальцграфство — Адольф Йоганн I (1654—1689)
  - Констанцьке князівство-єпископство — Франц Йоганн фогт фон Альтензумерау-і-Прасберг (1645—1689)
  - Пфальцьке курфюрство (Курпфальц) — Філіпп Вільгельм (1685—1690)
  - Ліппе-Детмольд — Симон Генріх (1666—1697)
  - Любекське князівство-єпископство — Август Фрідріх Гольштейн-Готторпський (1666—1705)
  - Магдебурзьке герцогство — Готфрід Єнський (1680—1703)
  - Майнцьке курфюрство — Ансельм Франц фон Інгельхейм (1679—1695)
  - Марк (графство) — Фрідріх-Вільгельм (1640—1688); Фрідріх III (1688—1713)
  - Мекленбург-Гюстров — Густав Адольф Мекленбург-Гюстровський (1636—1695)
  - Мекленбург-Шверінське герцогство — Крістіан Людвіг I Мекленбурзький (1658—1692)
  - Нассау-Зіген — Вільгельм Моріц Нассау-Зіген (1679—1691)
  - Нассау-Саарбрюккен — Луїс Крато (1677—1713)
  - Ольденбурзьке графство — Кристіан V (1670—1699)
  - Прусське герцогство — Фрідріх-Вільгельм (1640—1688); Фрідріх I (1688—1713)
  - Пфальц-Зульцбах — Крістіан Август Зульцбаський (1632—1708)
  - Пфальц-Цвайбрюккен — [Карл XI]] (1681—1697)
  - Ранцау (графство) — Детллев цу Ранцау (1644—1697)
  - Рейс-Еберсдорф — Генріх X (1678—1711)
  - Рітберзьке графство — перерва до 1699
  - Саксен-Гота-Альтенбурзьке герцогство — Фрідріх I (1680—1689)
  - Саксен-Веймар — Вільгельм Ернст Саксен-Веймарський (1683—1728)
  - Саксен-Єна — Йоганн Вільгельм (1680—1690)
  - Саксен-Лауенбурзьке герцогство — Юлій Франц (1666—1689)
  - Саксен-Майнінгенське герцогство — Бернхард I (1680—1706)
  - Фельденцьке графство — Леопольд Людвіг (1634—1694)
  - Шаумбург-Ліппське князівство — Фрідріх Крістіан (1681—1728)
  - Шварцбург-Рудольштадтське князівство — Альбрехт Антон II (1646—1710)
- Піренейський півострів
  - Іспанське королівство — Карл II (1665—1700)
  - Португальське королівство — король Педру II (1683—1706)
- Польща — Ян III Собеський (1674—1696)
  - Берутувське князівство — Християн Ульріх I Вюртемберг-Ельс (1672—1697)
  - Бжезьке князівство — Християн Ульріх I Вюртемберг-Ельс (1672—1697)
  - Олесницьке князівство — Сільвій Вюртембергський (1664—1697)
  - Тешинське герцогство — Леопольд I Габсбург (1657—1705)
- Московське царство — Іван V Олексійович (1682—1696)
- Румунія; Молдова
  - Волоське князівство — господар Шербан I Кантакузін (1678—1688); Константін Бринковяну (1688—1714)
  - Молдавське князівство — Константин Кантемир (1685—1693)
  - Трансильванське князівство — Міхай І Апафі (1661—1690)
- Скандинавія
  - король Данії — Кристіан V (1670—1699)
  - Король Норвегії — Кристіан V (1670—1699)
  - Швеція — Карл XI (1660—1697)
    - Генерал-губернатор Фінляндії — перерва до 1710
- Угорське князівство — король Леопольд I Габсбург (1657—1705)
- Україна —
  - Кримське ханство — Селім I Ґерай (1684—1691)
  - Гетьман України —
    - Правобережна Україна; османський протекторат — Степан Лозинський (1685—1695); польський протекторат — Андрій Могила (1684—1689)
    - Лівобережна Україна — Іван Мазепа (1687—1704)
- Французьке королівство — Людовик XIV (1643—1715)
  - Барське герцогство — Карл V (1675—1690)
  - Люксембурзьке герцогство — Карл II Зачарований (1665—1700)
  - Льєзьке єпископство — Максиміліан Генріх (1650—1688); Йоганн Людвіг ван Елдерен (1688—1694)
  - Монбельярське графство — Георг II (1662—1699)
  - Монако — князь Луї І (1662—1701)
  - Оранське князівство — Вільгельм III Оранський (1650—1702)
  - Савойське герцогство — Віктор-Амадей II (1675—1732)
- Богемське королівство (Чехія) — Леопольд I Габсбург (1657—1705)
- Шотландія
  - Король Шотландії — Яків II (1685—1688)
- Святий Престол; Папська держава — Папа Римський — Інокентій XI (1676—1689)
- Вселенський патріарх — Яків І Константинопольський (1687—1688); Каллінік II Константинопольський (1688); Неофіт IV Константинопольський (1688—1689)

## Азія
- Близький Схід
  - Бейхан (емірат) — Хасан (?-?)
  - Заїдська держава Ємену — Мухаммед аль-Магді (1687—1718)
  - Османська імперія — Сулейман II (1687—1691)
    - Сідон (еялет) — ? до 1691

  - Шаріфат Мекки — Саад ібн Зайд (1666—1702)
  - Халідський емірат — Мухаммед бін Гурайр (1682—1691)
    - Бабан (князівство) — Сулейман Баба (1670—1703)

  - Нижня Яфа — Афіф (1681—1700)
- Персія; Середня Азія
  - Сефевідський Іран — Солейман Сефі (1666—1694)
    - Карабаське беклярбекство — Аббаскулі-хан (1666—1694)
    - Кубинське ханство — Гусейн-хан (1680—1694)
- Індія; Пакистан і Шрі-Ланка
  - Ахом — Супаатфаа (1681—1696)
  - Гархвал (держава) — Фатех-шах (1660—1708)
  - Горкха (королівство) — Прітхвіпаті-шах (1673—1716)
  - Джайпур (князівство) — Рам Сінґх I (1667—1688); Бішан Сінґх (1688—1699)
  - Джайсалмер (князівство) — Амар Сінгх (1661—1702)
  - Джодхпур (князівство) — Аджит Сінґх (1678—1724)
  - Імперія Великих Моголів — Аурангзеб (1658—1707)
    - Бенгальська суба — Шаїста-хан (1679—1688); Хан-і-Джахан Бахадур-хан (1688—1689)

  - Калат (ханство) — Мір Ахмад I (1666—1695)
  - Канді (королівство) — Вімаладхармасур'я II (1687—1707)
  - Майсур (князівство) — Чікка Девараджа (1673—1704)
  - Імперія Маратха — Самбхаджі (1680—1689)
  - Мевар (князівство) — Джай Сінґх (1680—1698)
  - Мустанг (королівство) — Самдуп Палбар (1660 — ?)
  - Сіккім (князівство) — Тенсунґ Намґ'ял (1670—1700)
  - Тханджавур (князівство) — Шахуджі I (1684—1712)
  - Губернатор Португальської Індії — Родріго да Кошта (1686—1690)
- Індонезія; Південно-Східна Азія
  - Султанат Ачех — Інаят Закіатуддін Сіах (1678—1688); Камалат Сіах (1688—1699)
  - Аюттхая (королівство) — Нарай (1656—1688); Петрача (1688—1703)
  - Банджармасін (султанат) — Амруллах Багус Касума (1679—1708)
  - Султанат Бантен — Абу аль-Фадл (1687—1690)
  - Брунейська імперія — Мухіуддін (1673—1690)
  - Султанат Гова — Абдул-Джаліл (1677—1709)
  - Джамбі (султанат) — Кіай Геде (1687—1719)
  - Султанат Джохор — Махмуд-шах II (1685—1699)
  - Матарам (султанат) — Амангкурат II (1677—1703)
  - Ланна (держава) — під владою Ави до 1727
  - Лансанг — Сурінья Вонґса (1638—1694)
  - Пагаруюнг — Індермасіях (1674—1730)
  - Перак (султанат) — Махмуд Іскандар-шах (1653—1720)
  - Магінданао (султанат) — Абд ал-Рахман (1678—1699)
  - М'яу-У — Варадгамма (1685—1692)
  - Кедах (султанат) — Джаддін Мукаррам Шах I (1662—1688); Атаулла Мухаммад Шах II (1688—1698)
  - Нгуєн (тюа) — Нгуєн Фук Чан (1687—1691)
  - Пандуранга — По Саут (1659—1692)
  - Самбас (султанат) — Мухаммад Тадж уд-дін I (1685—1708)
  - Султанат Сулу — Мустафа Шафіуддін (1663—1704)
  - Таунгу — Міньєчавдін (1673—1698)
  - Тернатський султанат — султан Сиборі (1675—1689)
  - Тідорський султанат — ? до 1689
- Кхмерська імперія — Четта IV (1675—1695)
- Накхонситхаммарат (держава) — до 1689 імена невідомі
- Китай; Монголія
  - Тибет — десі (регент-володар) — смерть Далай-лами приховувалася протягом 15 років (до 1697).
  - Династія Цін — Сюаньє (1661—1722)
- Окінава; Королівство Рюкю — Сьо Теі (1668—1709)
- Корея
  - Чосон — Сукчон (1674—1720)
- Середня Азія і Сибір
  - Бадахганське ханство — Ярбек-хан Самарканді (1658—1706)
  - Бухарське ханство — Субханкулі-хан (1681—1702)
  - Дарвазьке шахство — Махмуд-шах (1668—1729)
  - Джунгарське ханство — Галдан Бошоґту-хан (1671? — 1697)
  - Казахське ханство — Тауке-хан (1680—1715)
  - Калмицьке ханство — Аюка (1672—1724)
  - Хаттаське ханство — Афзал-хан (1686—1710)
  - Хівинське ханство — Худайдад-хан (1686—1689)
  - Хошутське ханство — Далай-хан (1671—1701)
  - Яркендське ханство — Мухаммад Амін-хан (1682—1694)
- Японія — Імператор Хіґасіяма (1687—1709)

## Африка
- Агадес (султанат) — Мухаммад Агг-Абба ібн Мухаммад аль-Мубарак (1687—1721)
- Аджаче — Хуесу Акаба (1685—1716)
- Алжирський еялет — Меццоморто Гусейн-паша (1683—1688); Хаджи Шабан (1688—1695)
- Аллада (держава) — Ґбагве (? — ?)
- Імперія Ашанті — Осей Кофі Туту І (1680—1717)
- Багірмі (королівство) — Абдул Кадір I (1680—1707)
- Бамум (держава) — мфон Куту (1682—1757)
- Баол (держава) — Тіє Кура (? — ?)
- Борну — Ідріс IV (1680/1684—1700/1704)
- Буганда — Юуко (1680—1690)
- Королівство Бурунді — Нтаре III (1680—1709)
- Ваало — Бер Т'яака (1685—1716)
- Варсангалі (султанат) — гараад Наліє (1675—1705)
- Марокканський султанат — Мулай Ісмаїл (1672—1727)
- Вадай (султанат) — Якоб Ароус (1681—1707)
- Віда (держава) — Айохан (1671—1703)
- Волоф (держава) — Бакар Пенда (1670—1711)
- Дарфурський султанат — Ахмад Бакр (1682—1722)
- Імператор Ефіопії — Іясу I Великий (1682—1703)
- Єгипетський еялет — Дамат Хасан-паша (1687—1689)
- Королівство Імерина — Андріамасінавалуна (1675—1710)
- Каарта — Масса (1650—1690)
- Кайор — Хуредья Кумба Фалл (1684—1691)
- Калабарі (держава) — Мангі Суку (1680—1720)
- Касандже — Кітамба ка Кета (1681—1690?)
- Койя (королівство) — Наімбанна I (1680—1720)
- Королівство Конго — розкол держави (1678—1709)
- Луба (імперія) — Мвене Комбе Даї (1685—1705)
- Матамба — Вероніка I (1681—1721)
- Мономотапа — мвене-мутапа Камгарапасу Мукомбве (1663—1692)
- Нрі — Езе Нрі Апіа і Нрі–Аліке (1677—1700)
- Салум — Амакоду Ндіає (1654—1689)
- Сеннар (султанат) — Унсал II (1681—1692)
- Трарза (емірат) — Амар I (1684—1703)
- Імперія Фута Торо — Сіре Табакалі (1669—1702)
- Голландська Капська колонія — Саймон ван дер Стел (1679—1691)
- Португальська Західна Африка — Луїс Лобо да Сілва (1684—1688); Жоао де Ленкастре (1688—1691)

## Південна Америка
- Віцекоролівство Перу — Мельчор де Наварра-і-Рокафуль (1681—1689)
- Генерал-капітанство Чилі — Хосе де Гарро (1682—1692)

## Північна Америка
- Іспанська Флорида — Дієго де Кірога-і-Лосада (1687—1693)